# Фонарницы

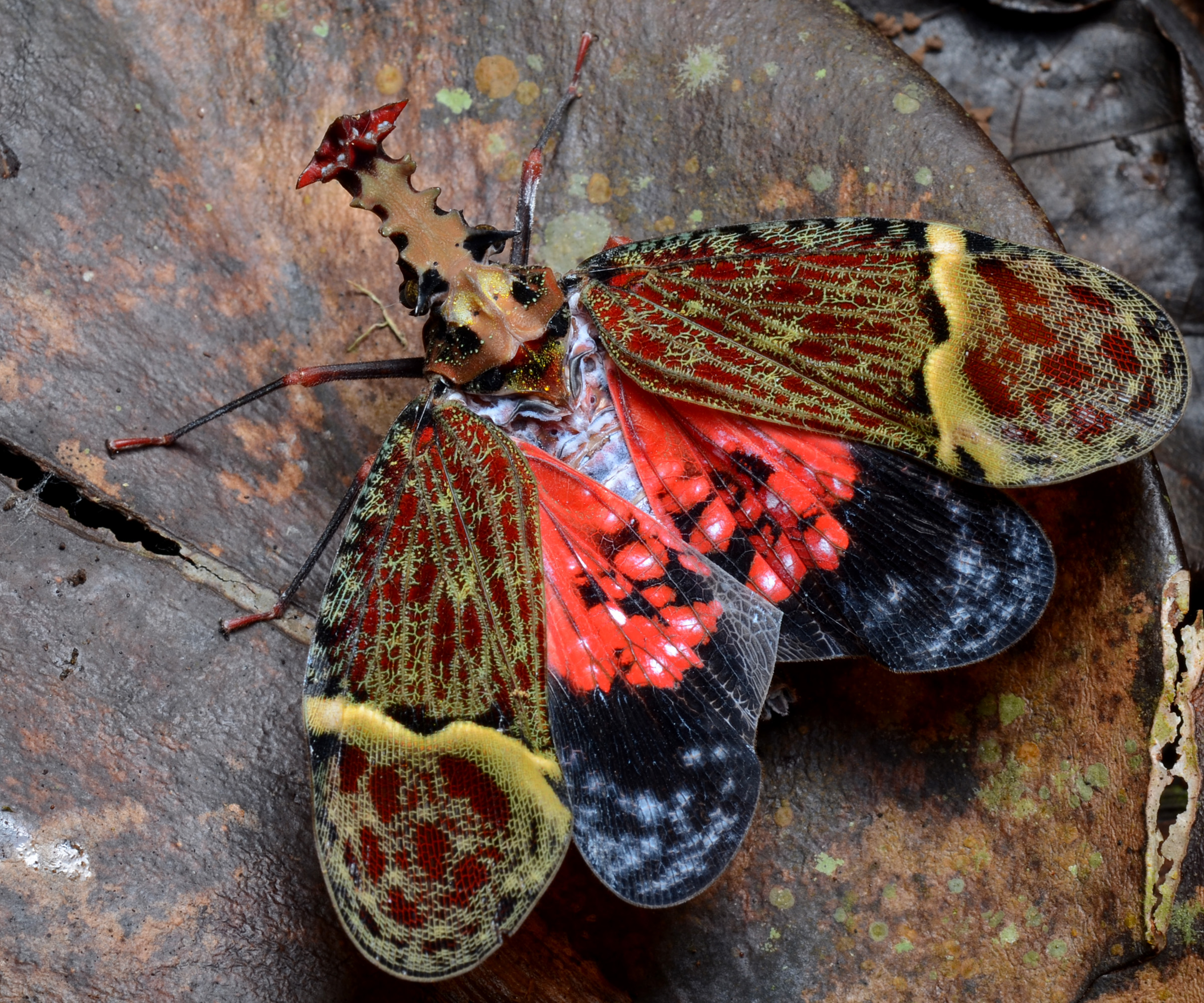
Phrictus quinquepartitus

Фонарницы, или светоноски, или носатки, или фульгориды (лат. Fulgoridae) — семейство полужёсткокрылых насекомых, насчитывающее около 110 родов.

## Описание
Название семейства связано с необычной формой головы, лобная часть которой у них вытянута в длинный конус. Имеют 2 глазка, которые располагаются перед сложными глазами. Усики у них расположены под глазами и состоят из 2 члеников, причём на втором членике есть особый участок, покрытый органами чувств.
Среди тропических форм встречаются настоящие гиганты. Например, суринамская фонарница (Laternaria phosphorea = Fulgora laternaria) с учётом лобного выроста имеет длину до 8 см.
В странах умеренного климата размеры мелкие (длина тела от 1 до 8 мм).

## Классификация
Около 700 видов и 140 родов. Выделяют 11 триб и до 8 подсемейств, в том числе:
- Amyclinae Metcalf, 1938
- Aphaeninae Baker, 1925
- Fulgorinae Spinola, 1839 (род Fulgora)
- Lystrinae
- Phenacinae Haupt, 1929
- Poiocerinae Haupt, 1929

### Список родов
- Abrahameria — Aburia — Acmonia — Acraephia — Alaruasa — Alcathous — Aliphera — Alphina — Amantia — Amdewana — Amerzanna — Amycle — Anecphora — Antsalovasia — Aphaena — Aphaenina — Aphrodisias — Aracynthus — Artacie — Belbina — Benamatapa — Birdantis — Brasiliana — Caldania — Calmar — Calyptoproctus — Capenariana — Cathedra — Cerogenes — Chilobia — Coelodictya — Copidocephala — Coptopola — Cornelia — Crepusia — Curetia — Cyrpoptus — Datua — Desudaba — Desudaboides — Diareusa — Dichoptera — Dilobura — Dorysarthrus — Druentia — Echetra — Eddara — Enchophora — Enhydria — Eningia — Episcius — Erilla — Eurinopsyche — Flatolystra — Florichisme — Fulgora — Fulgoricesa — Galela — Gebenna — Hariola — Holodictya — Hypaepa — Hypselometopum — Itzalana — Jamaicastes — Japetus — Kalidasa — Kutariana — Learcha — Levia — Limois — Lycorma — Lystra — Lystrenia — Malfeytia — Mamatola — Mantosyna — Matacosa — Menenia — Metaphaena — Myrilla — Neoalcathous — Neocynthus — Novodictya — Obia — Odontoptera — Oeagra — Omalocephala — Oomima — Paralystra — Pelidnopepla — Penthicodes — Phenax — Phrictus — Pibrocha — Poblicia — Poiocera — Polydictya — Prolepta — Pseudodictya — Pterodictya — Pyrgoteles — Pyrops — Radamana — Rentinus — Rhabdocephala — Rhicnophloea — Rühlella — Saiva — Samsama — Saramel — Scamandra — Scaralis — Sclerodepsa — Scolopsella — Sinuala — Tabocasa — Talloisia — Tomintus — Ulasia — Villala — Xosophara — Zanna[8] — Zaumseilia — Zepasa — Zeunasa[5]

## Разнообразие форм

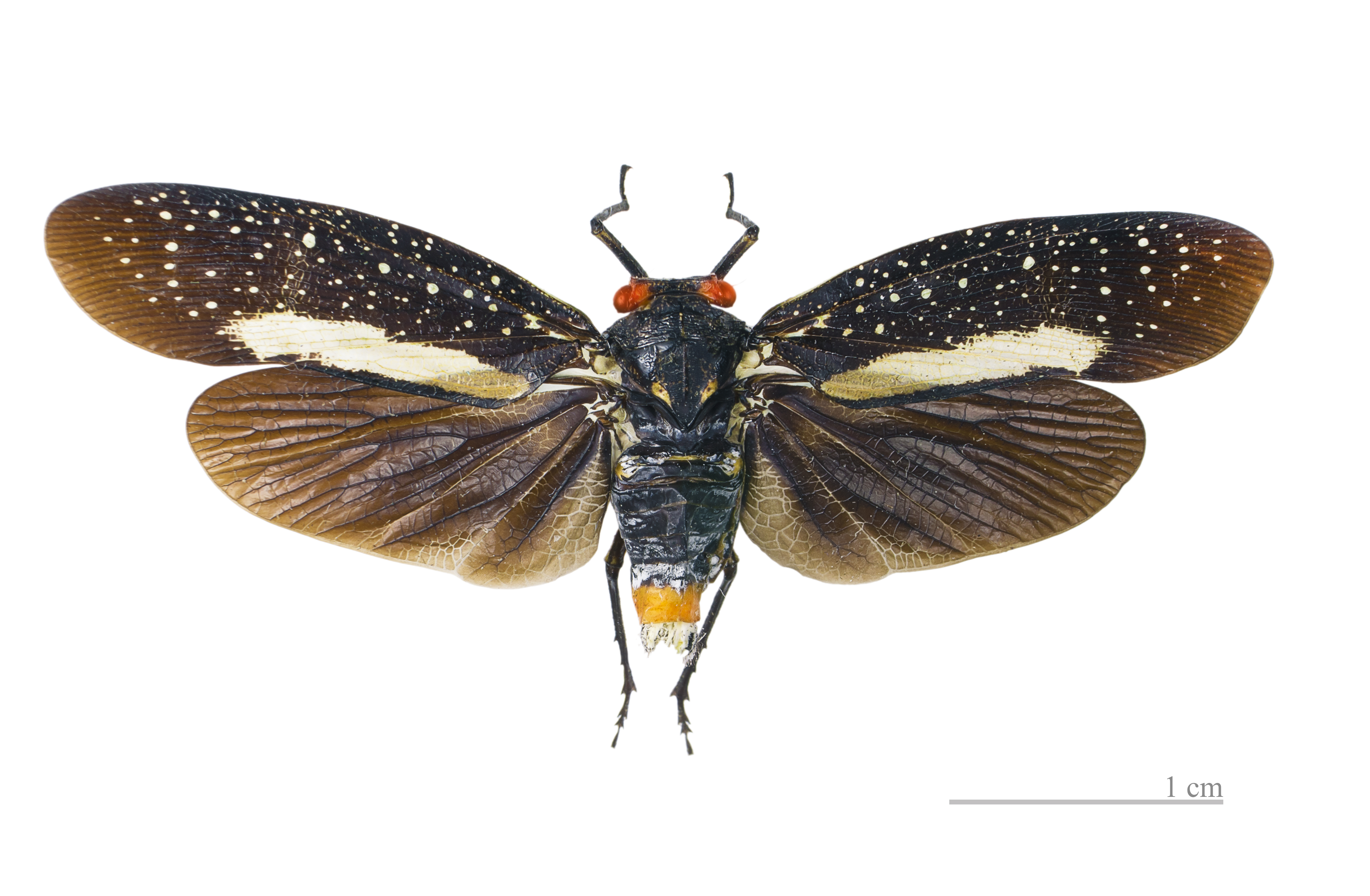
Lystra lanata
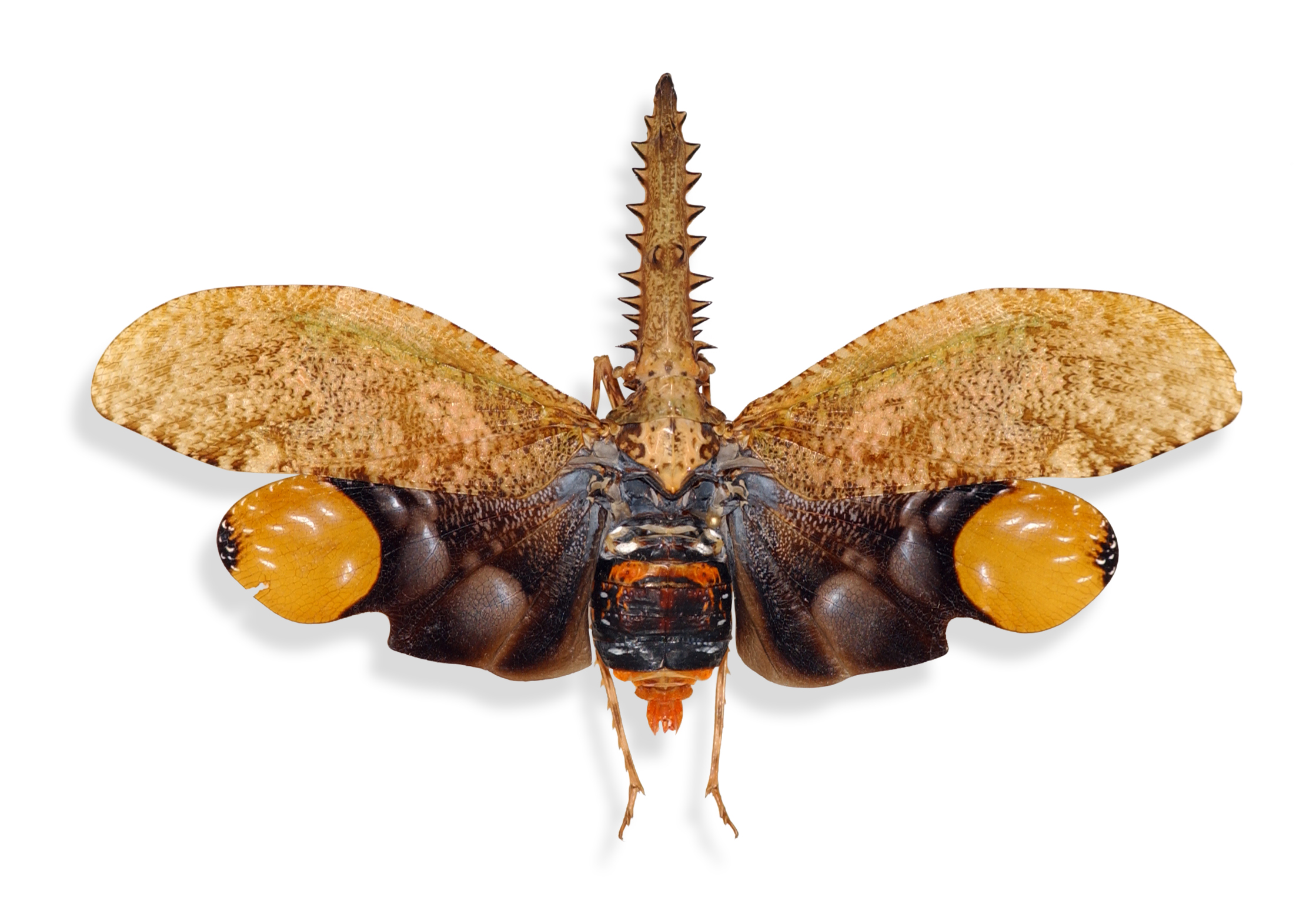
Cathedra serrata
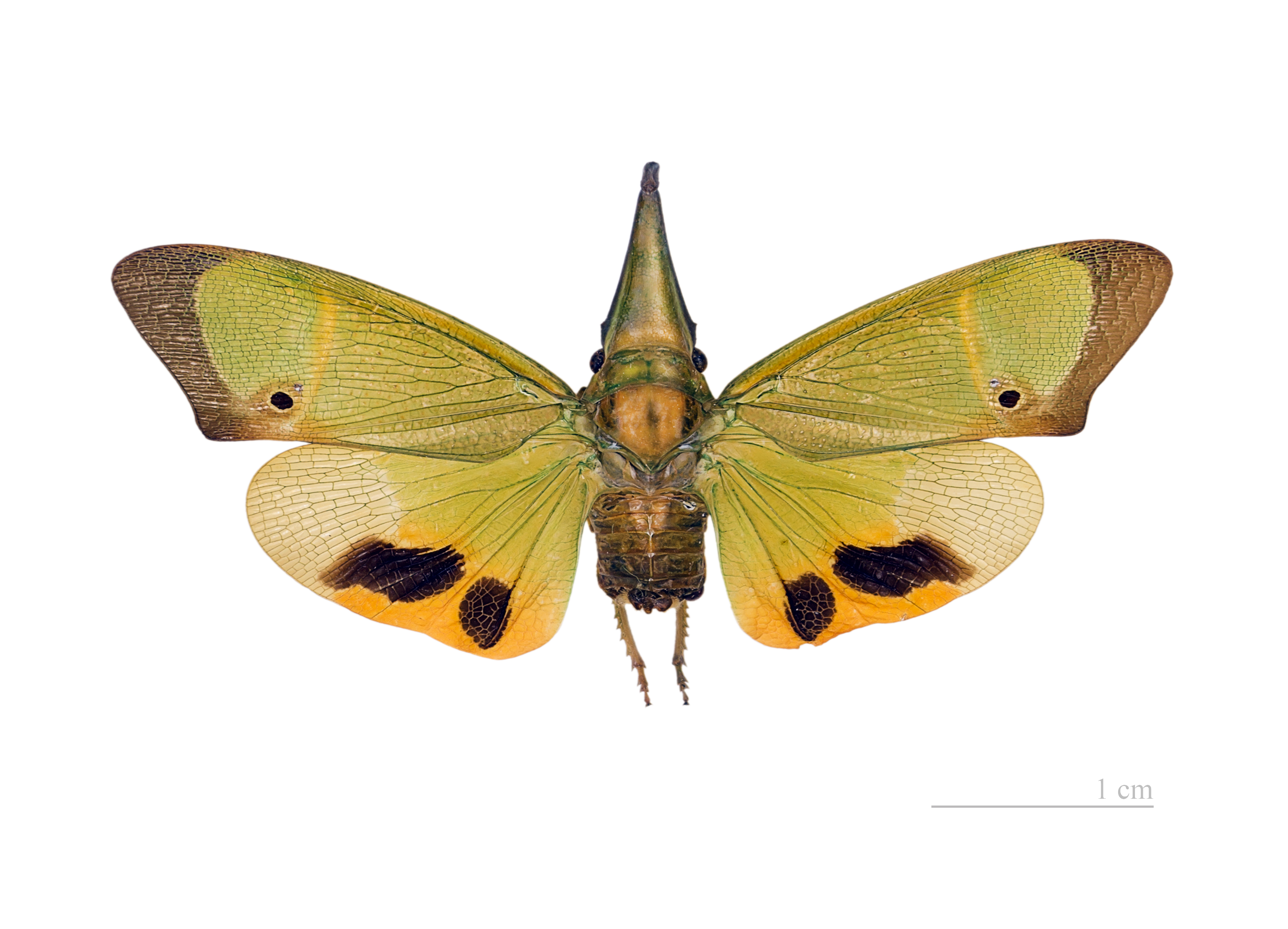
Odontoptera carrenoi
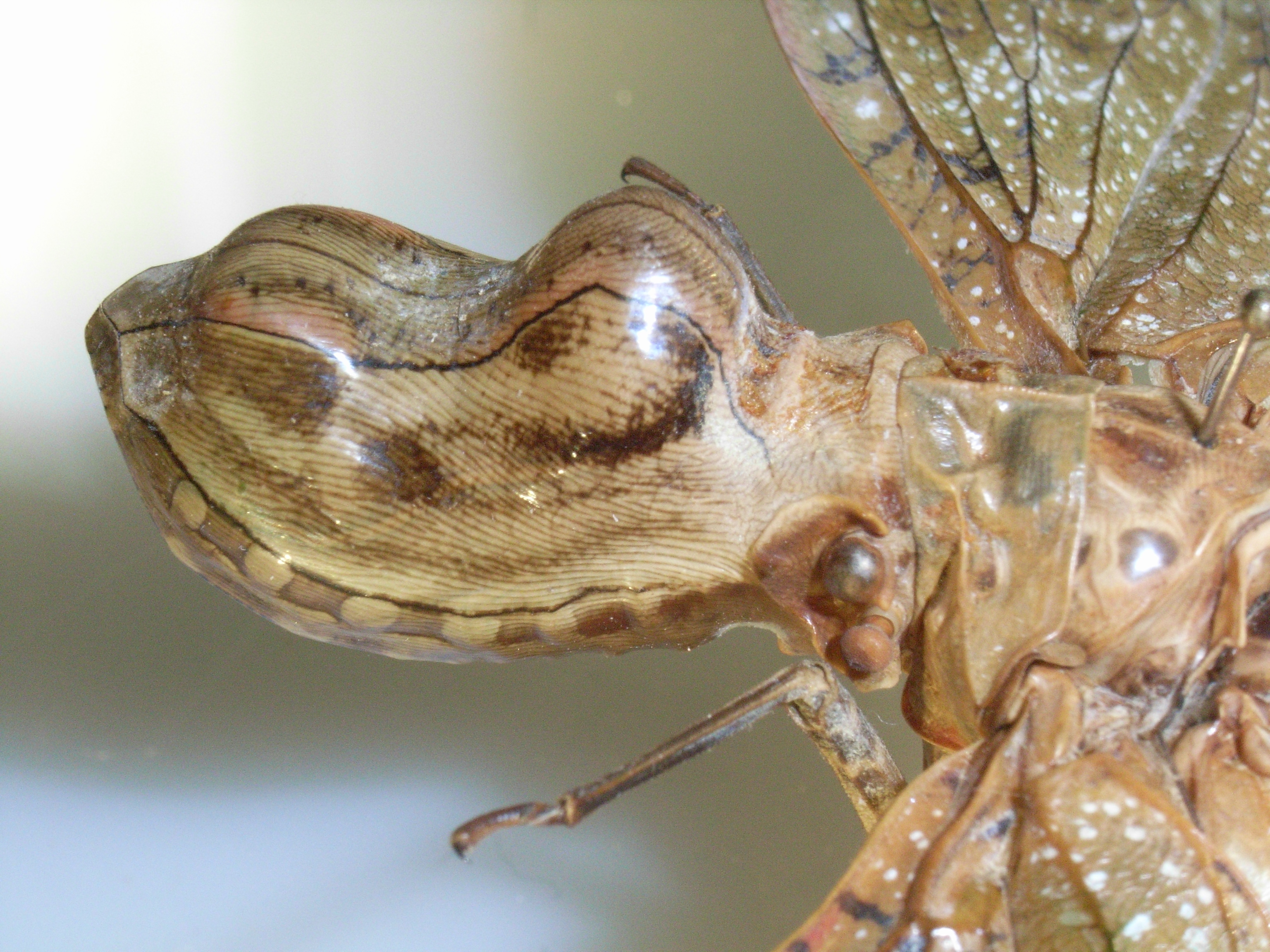
Голова фонарницы Fulgora laternaria
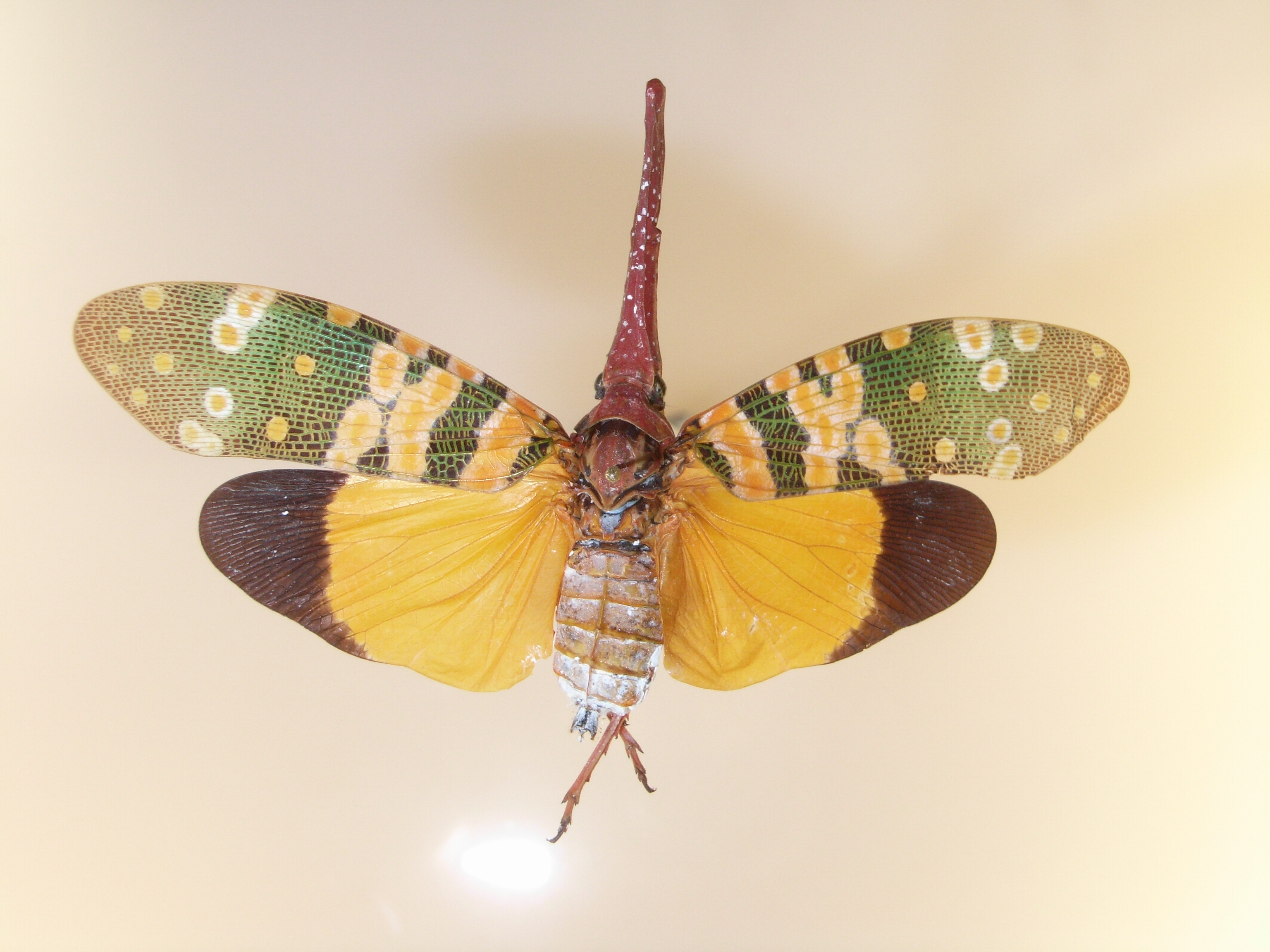
Pyrops candelaria